# ОУ „Христо Ботев“ (Раковски)
Основно училище „Христо Ботев“ е разположено в кв. Секирово на град Раковски. То е продължител на просветните традиции на началното училище „Петър Парчевич“ и прогимназията „Цар Борис III“.

## История
През 1862 г. отец Яко Яковски е назначен за енорист в енорията „Свети Архангел Михаил“ в село Балтаджии (Секирово). Следващата година той успява да убеди общината да отпусне средства за създаване на първото училище и става пръв негов преподавател.
Отец Яко Яковски е автор на първата българска печатна книга за католиците в Южна България, написана на павликянски диалект и отпечатана с латински букви през 1844 г. в Рим. В послеслова на книгата той пише, че предоставя на християните „тая книжка и мола се на вас сички да и прейемити, да я четети и да си я имате драго“. В увода той дава обяснение как трябва да се четат латинските букви по възприетия тогава от свещениците правопис. Тази книга е била използвана като домашен буквар в много семейства в село Балтаджии.
Първата сграда на училището е построена от самия свещеник през август 1863 г., но тя изгаря през 1878 г. Заради помощта на населението от селото да опази изоставени турски военни складове в съседното село Алифакъх по време на руско-турската освободителна война, общината в селото е наградена от временното руско управление в българските земи с 9346.50 гроша. С тези средства и с помощта на местното население през 1879 г. е построена нова сграда на училището. 
Съгласно законите на Източна Румелия, училището е частно католическо и в него учат момчета и момичета. Сведения има за учебната 1881/82 г., в училището са обучавани 114 момчета и 107 момичета разпределени съответно в три и четири отделения. Първият учител в мъжкото училище е Андрея Марашлийски. Занятия с момчетата също се водени от Петър Коков и Милан Генчев. В женското обучението се води от калугерките Мариана Бъмбина и Ана Гиева.
В края на XIX и в началото на XX в. много от учителите са източнокатолици, имигранти от Свиленградско или преселници от Малко Търново, някои от които са завършили католическите гимназии в Одрин – Иван Константинов, Лазар Лазаров, Йосиф Попов, и др.
През 1921 г. в селото е открита и прогимназия. Първата учителка в нея е Анка Ламбрева. С въвежда задължителното основно образование през 1922 г. началното училище и прогимназия се сливат, училището е признато за народно, а учителите са назначени за народни учители с щатна категория и заплата.
Поповишкият трус на Чирпанското земетресение от 18 април 1928 г. вечерта разрушава църквата, сградата на училището и много жилищни сгради в селото. С помощта на средства от фонда от Дирекцията за подпомагане на пострадалите лица и населените места (ДИПОЗЕ) и доброволен труд на местното население са построени две нови училища – „Цар Борис III“ и „Петър Парчевич“.
- Ученици от 4-то отделение през 1910 г.
- Ученици от 3-то отделение през 1932 г.
- Ученици от 3-ти прогимназиален клас през 1932 г.

Бъдещият архимандрит – проф. Георги Елдъров продължава основното си образование в училището, където една от лелите му – Радка Елдърова – е била учителка. През 1936 г. в католическия седмичник „Истина“ е публикувана негова статия за училището.
Възпоменателна плоча на 91 загинали от селото в Балканските войни и в Първата световна война e поставена в коридора на училище „П. Парчевич“ през 1940 г. Тя е по проект на учителите Ст. Ковачев, Л. Иванов и Д. Узунов и е монтирана със средства на училището. През 1941 г. учебните занятия са преустановени, защото в училищните сгради са настанени германски войски.
През 1946 г. прогимназията е преименувана от „Цар Борис III“ на „Христо Ботев“. 
През 50-те и 60-те години са построени каменна ограда; подравнен е училищният двор; направени са баскетболно игрище, циментови пътеки, цветна градина, училищен рибарник, зайчарник, географска площадка, беседка и др.
На 23 февруари 1961 г. започва строежа на новата училищна сграда, която е открита през септември следващата година. Новата сграда разполага с 33 паралелки от които 16 за среден курс на обучение и 17 за начален курс на обучение. на 15 септември приема учениците от двете училища и oбщият брой на учениците за учебната 1962/63 год. е 1015. Старата сграда на училище „Петър Парчевич“ се използва за полудневна детска градина а тази на „Христо Ботев“ („Цар Борис III“ преди това) за занималня. Година по-късно са открити физкултурният салон и ученическият стол. През 1964 г. на третия етаж в училището е оформена кинозала. През 1965 г. в училището учат 1211 ученици, разпределени в 34 паралелки.
През учебната 1971-1972 г. ДФС „Локомотив“ разкрива специализирана спортна школа по бокс, в която започват тренировки двадесет ученици от всички класове под ръководството на треньора Любен Гаджев. През 1973 г. в Хасково възпитаник на школата – Бончо Гендов става Зонален шампион, а през 1974 г. в Габрово петима възпитаници стават медалисти. За периода, в който е съществувала школата (1972 – 1990 г.) Любен Гаджев и учениците му са участвали в множество състезания, турнири и първенства на регионално и национално ниво и винаги са били шампиони във всички категории. Школата по бокс има 78 републикански шампионски титли за „Юноши“ и „Мъже“. Наградени за „Майстор на спорта“: Иван Гаджев, Милко Стойков, Николай Пашкулов и Любо Загорчев. Школата има над тридесет възпитаника в ССУ „Васил Левски“ – Пловдив. Възпитаници на боксовата школа са бъдещите шампиони на България – Петър Лесов и Йордан Лесов.
Периодът 1973 - 1984 г., се характеризира с усилията на учителския колектив по прилагането на новата образователна система. За повишаване качеството на учебно-възпитателната работа се обособяват специализирани кабинети по основните предмети: български език и литература, математика, химия, физика, история, музика и изобразително изкуство. Голяма част от учениците са обхванати и в извънкласна форма на обучение, в кръжоци по ТНТМ. Ученическият хор под ръководството на Дойчо Арабаджиев е лауреат на V Републикански фестивал - 1979 г. и е награден със златен медал. Хорът има изяви чрез концерти по радио „София“, призьор е на окръжни мероприятия.
През 2006 г. за пръв път Министър на образованието и науката – Даниел Вълчев посещава училището. Той дарява на училищната библиотека петдесет тома българска литература.

## Наименования на началното училище
- Общинско училище „П. Парчевич“ - с. Балтаджии (1863-1878)
- Частно католическо „П. Парчевич“ - с. Балтаджии (1879-1886)
- Народно начално  училище „П. Парчевич“ - с. Балтаджии (1887-1933)
- Народно начално училище „П. Парчевич“ – с. Секирово (1934–1952)
- Народно основно училище „П. Парчевич“ – с. Секирово (1952–1962)

## Наименования на основното училище
- Народно основно училище (НОУ) - с. Балтаджии, Пловдивско  (1920-1930)
- Народно основно училище (НОУ) „Цар Борис III“ - с. Балтаджии, Пловдивско (1930-1933)
- Народно основно училище „Цар Борис III“ – с. Секирово, Пловдивско (1930-1946)
- Народно основно училище (НОУ) „Христо Ботев“ – с. Секирово, Пловдивско (1946 - 1966)
- Народно основно училище (НОУ) "Христо Ботев" - Раковски (1966 - 1991)
- Основно училище (ОУ) "Христо Ботев" - Раковски (1991 - )

## Директори
- Лазар Лазаров (-1911)
- Мария Койчева (1911-)
- Стефан Ковачев (1927-1933)
- Мария Велева (1944-)
- Рангел Пацев (1948-1956)
- Иван Додевски (1956-1962)
- Димитър Стойков (1962-1966)
- Тоньо Тонев (1966)
- Христо Терзиев (1966-1977)
- Георги Генчев (1977-1982)
- Спас Йовчев (1982-1984)
- Георги Чернашки (1984-1989)
- Людмила Кръстева (1989-1990)
- Георги Генчев (1990-1994)
- Тинка Пацева (1994-2009)
- Кремена Алексиева (2009-)

## Учители
В началото на XX в. учители са: Бонка Петрова, Иван Касабов, Мария Касабова, Дона Златева, Мария Койчева, Мария Аврамова, Йосиф Попов, Иванка Дюзева, Стефан Стойков, Павел Попов, Димитър Мечкаров, Цветана Атанасова и местният учител Матея Ченов. 
След Първата световна война в училището преподават:
- Анка Янкова Гиев, от 1916 г. е учителка; през 1922 г., е главен учител. [6]
- Стефан Данаилов Ковачев, учител от 1918 г.; главен учител от 1927 г. до 1933 г.
- Радка Елдърова, възпитаничка на девическия педагогически лицей „Мария Лурдска“ на Загребските милосърдни сестри.

През 1951 г. в училището на щат са 8 начални и 11 прогимназиални учители – отново от различни краища на България – Мария Волева; Тодорка Кикова; Матей Симеонов; Йосиф Киков; Франческо Станчев; Рангел Пацев.
- Митра Благоева Пиева, учител от 1951 г. до 1984 г., удостоена с орден „Трудова слава“
- Дойчо Арабаджиев, носител на орден „Кирил и Методий“
- Ана Митова, учителка от 1962 г., през 1987 г. е награден със значка на Министерството на народната просвета.
- Цецилия Земярска, учителка от 1951 г. до 1986 г., носител на орден „Кирил и Методий“

## Възпитаници
Известни личности учили в училището:
- проф. Франц Митов
- проф. Георги Елдъров
- епископ Георги Йовчев
- епископ Симеон Коков
- епископ Иван Романов
- епископ Винкенти Пеев
- отец д-р Дамян Гюлов
- Петър Лесов
- Валери Домовчийски
- Йордан Лесов
- Георги Плачков

## Паметник
- Паметник на отец Яко Яковски в двора на училището.